# Kujno
Kujno – jezioro w Polsce, w województwie warmińsko-mazurskim, w powiecie mrągowskim, w gminie Sorkwity.

## Położenie
Jezioro leży na Pojezierzu Mazurskim, w mezoregionie Pojezierza Mrągowskiego. Do zbiornika wodnego od północy uchodzi Sobiepanka, która wcześniej wypływa z jeziora Lampasz. Ten sam ciek wypływa natomiast z południowej części akwenu i kieruje się do jeziora Dłużec. W okolicach brzegów położona jest wieś Grabowo.
Kujno leży na terenie zespołu przyrodniczo-krajobrazowego „Jeziora Sorkwickie” ustanowionego rozporządzeniem wojewody warmińsko-mazurskiego z dnia 9 sierpnia 2007 roku o powierzchni 4 460 ha. Jest częścią najpopularniejszego szlaku kajakowego na Mazurach – szlaku rzeki Krutyni, który liczy 91 km.
Jezioro jest wykorzystywane gospodarczo przez Gospodarstwo Rybackie Mrągowo. Leży na terenie obwodu rybackiego Jeziora Białe w zlewni rzeki Pisa – nr 36. Na jego terenie obowiązuje strefa ciszy.

## Morfometria
Według danych Instytutu Rybactwa Śródlądowego powierzchnia zwierciadła wody jeziora wynosi 24 ha. Średnia głębokość zbiornika wodnego to 2,8 m, a maksymalna to 6,0 m. Lustro wody znajduje się na wysokości 132,1 m n.p.m. Objętość jeziora wynosi 684,3 tys. m³.
Inne dane uzyskano natomiast poprzez planimetrię jeziora na mapach w skali 1:50 000 według Państwowego Układu Współrzędnych 1965, zgodnie z poziomem odniesienia Kronsztadt. Otrzymana w ten sposób powierzchnia zbiornika wodnego to 26 ha, a wysokość bezwzględna lustra wody to 132,1 m n.p.m.